# Крушина ломкая
Круши́на ло́мкая, или крушина ольхови́дная (лат. Frángula álnus) — древовидный кустарник; вид рода Крушина (Frangula) семейства Крушиновые, типовой вид этого рода. В литературе нередко встречается как Жо́стер ломкий по устаревшему синонимичному названию Rhámnus frangula.
Народные названия растения — крушинник, крушина хрупкая, волчья ягода.

## Ботаническое описание

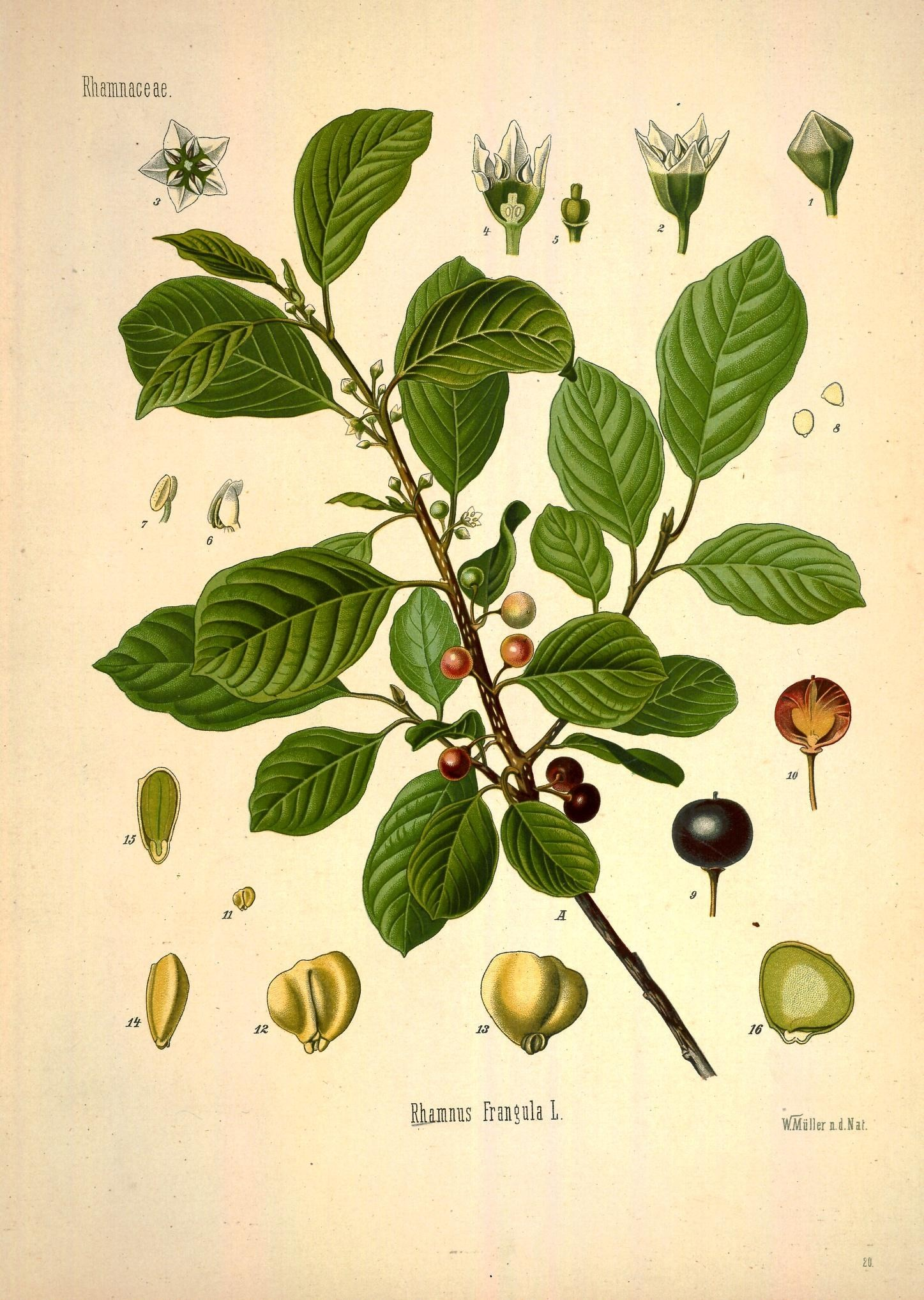
Крушина ломкая.

Кустарник или небольшое дерево, может достигать в высоту 7 м.

Ствол и ветви тёмно-бурые. В отличие от крушины слабительной, ствол гладкий, без колючек. Тёмная кора с поперечно-вытянутыми чечевичками, характерно наличие красного (франгулинового) слоя под внешним слоем пробки.
Листья эллиптической формы, 4—10 см в длину, цельнокрайные, с шестью — восемью парами параллельных боковых жилок, расположены на коротких (до 1,5 см) черешках. Расположение листьев — очерёдное или косо-супротивное.
Цветки обоеполые, невзрачные, пятичленные, собраны пучками в пазухах листьев, 2—3,5 мм длиной. Колокольчатая чашечка внутри белого цвета. Венчик зеленовато-белый. 

Формула цветка: {\displaystyle \ast K_{(5)}\;C_{5}\;A_{5}\;G_{({\underline {3}})}}.
Плод — костянка шаровидной формы диаметром 8—10 мм, с двумя — тремя зеленовато-жёлтыми округло-треугольными косточками с хрящеватым двойным «клювиком». В зрелом состоянии плоды иссиня-чёрные; они ядовиты (особенно для детей) или, по меньшей мере, несъедобны. В народе их называют «волчьими ягодами». При этом птицы охотно поедают плоды крушины.

## Распространение и экология
Встречается в лесной и лесостепной зоне Европы, центральных районах Западной Сибири, на севере Малой Азии, на большей части Крыма, на Кавказе, в северных районах Средней Азии.
Растёт по опушкам и в подлеске пойменных лесов, по берегам рек и озёр, окраинам болот, в куртинах кустарников среди лугов, на вырубках, по оврагам и балкам. В горах подымается до 1700 м над уровнем моря.
Теневынослива. Предпочитает плодородные почвы, но встречается и на бедных, хотя при этом заметно отстаёт в росте. Хорошо выносит повышенное почвенное увлажнение.

## Химический состав
Кора, почки, листья, плоды содержат антрахиноны: глюкофрангулин, франгулин, эмодин и изоэмодин. Наибольшее содержание этих веществ наблюдается в коре — до 8 %. Кроме антрахинонов, кора также содержит тритерпеновые гликозиды, хризофановую кислоту, антранолы, смолы, дубильные вещества, следы эфирного масла.
В семенах содержится до 29 % жирного масла.

## Хозяйственное значение и использование

### В медицине
Кора и плоды обладают слабительными и рвотными свойствами и применяются в народной медицине. В официальной медицине лечебное значение имеет кора крушины (лат. Cortex Frangulae). Во избежание отравлений не применяют свежую кору. Токсичные вещества в ней постепенно окисляются, поэтому используют кору через 1 год естественного хранения либо после прогрева (1 час при температуре +100 °C). Сырьё применяют в форме отвара, экстракта, в составе слабительных и противогеморройных сборов, в виде препарата «Рамнил».

### Использование древесины
Мягкая древесина легко колется, используется для столярных работ. Древесина имеет малую плотность, что делает её ценной для получения почти беззольного угля, который применялся в изготовлении лучших сортов чёрного дымного пороха.
Кора содержит красящие вещества, применялась для окраски в жёлтый и коричневый цвета.
В коре содержится до 10 % танинов, поэтому её можно употреблять для дубления.

### Прочее
Хороший медонос, даёт пчёлам нектар и пыльцу. Мёдопродуктивность 35 кг с гектара сплошных зарослей. В некоторых лесных районах является растением главного взятка. Один куст с цветоноскостью 50 тыс. цветков может дать 120—160 г нектара, и 60—90 г мёда. Продолжительность жизни цветка зависит от условий погоды. В прохладную погоду (июнь 1953 г.) цветки жили в течение двух суток, причем наибольшее количество нектара скапливается в нём на второй день цветения. В жаркую погоду цветки увядают в течение суток.
Молодые побеги и листья поедаются европейским лосём (Alces alces) в течение всего года. Поедается пятнистым оленем (Cervus nippon).
Разводится как декоративный кустарник.
| |  |  |  |  |  |  |  |
| Слева направо: побег с листьями и незрелыми плодами; лист (адаксиальная и абаксиальная стороны); соцветие; цветки: незрелые и зрелые плоды; семена |  |  |  |  |  |  |  |

## Классификация
Frangula alnus Mill., 1768, Gard. Dict. ed. 8 : n.º 1
Линней в 1753 году описал растение как вид рода Жостер (Rhamnus), позже Миллер отнес вид к роду Крушина.

### Таксономическое положение
Вид Крушина ломкая относится к роду Крушина (Frangula) семейства Крушиновые (Rhamnaceae) порядка Розоцветные (Rosales), последовательно входящего в более крупные клады Фабиды → Розиды → Суперрозиды → Эвдикоты → Цветковые растения. Таксономическая схема в соответствии с Системой APG IV по состоянию на июнь 2024 года:
|  |                          |  |                                   |                                   |                      |  | еще 8 семейств | еще 8 семейств |                    |  |                         |  | еще 55 подтвержденных видов и 9 видов, ожидающих подтверждения | еще 55 подтвержденных видов и 9 видов, ожидающих подтверждения |  |
|  |                          |  |                                   |                                   |                      |  | еще 8 семейств | еще 8 семейств |                    |  |                         |  | еще 55 подтвержденных видов и 9 видов, ожидающих подтверждения | еще 55 подтвержденных видов и 9 видов, ожидающих подтверждения |  |
|  |                          |  |                                   | порядок Розоцветные               |                      |  |                |                | еще 60 родов       |  |                         |  |                                                                |                                                                |  |
|  |                          |  |                                   | порядок Розоцветные               |                      |  |                |                | еще 60 родов       |  | 2 внутривидовых таксона |  |                                                                |                                                                |  |
|  | клада Цветковые растения |  |                                   |                                   | семейство Крушиновые |  |                |                | вид Крушина ломкая |  |                         |  |                                                                |                                                                |  |
|  | клада Цветковые растения |  |                                   |                                   |                      |  |                |                |                    |  |                         |  |                                                                |                                                                |  |
|  |                          |  | ещё 63 порядка цветковых растений | ещё 63 порядка цветковых растений |                      |  |                | род Крушина    | род Крушина        |  |                         |  |                                                                |                                                                |  |
|  |                          |  |                                   | ещё 63 порядка цветковых растений |                      |  |                |                | род Крушина        |  |                         |  |                                                                |                                                                |  |

### Синонимы
- Frangula alnus f. angustifolia W.R.Franz
- Frangula alnus subsp. saxatilis Gančev
- Frangula alnus subsp. sphagnicola A.P.Khokhr.
- Frangula alnus var. angustifolia (Loudon) Mohlenbr.
- Frangula alnus var. elliptica Meinhardt
- Frangula alnus var. prostrata P.D.Sell
- Frangula atlantica Grubov
- Frangula dodonei Ard. ex Soldano
- Frangula frangula H.Karst.
- Frangula nigra Samp.
- Frangula pentapetala Gilib.
- Frangula sanguinea (Pers.) Peterm.
- Frangula vulgaris Hill
- Frangula vulgaris var. parvifolia Beck
- Frangula vulgaris var. subrotunda (Rouy & Foucaud) Beck
- Girtanneria frangula Neck.
- Rhamnus alnoides Gray
- Rhamnus autumnalis Gand.
- Rhamnus frangula L., 1753, Sp. Pl.: 193 basionym
- Rhamnus frangula var. subrotunda Rouy & Foucaud
- Rhamnus nemoralis Salisb.
- Rhamnus sanguinea Pers.
- Rhamnus sanguino Ortega
- Rhamnus undulata Simonk.